# 환경스페셜
《환경스페셜》(영어: Environment Special)은 KBS에서 방송되었던 다큐멘터리 프로그램이다.

## 기획의도
환경문제를 고발하고 보다 나은 환경을 만들기 위한 대안을 제시하는 다큐멘터리 프로그램이다.

## 역사
자연다큐멘터리 '동강'의 방영이 큰 반향을 얻자, 직후인 1999년 기존에 방영되던 '일요스페셜'을 '역사 스페셜'과 함께 분할 편성한 것이 그 시작이다. 이후 2010년 5월에 다시 역사 스페셜과 함께 KBS 스페셜로 통합할 예정이였으나 KBS 이사회가 개별적으로 다뤄야할 가치 있는 주제가 많다고 판단하여 철회하였다. 그리고 2013년 4월 3일에 KBS스페셜, 과학스페셜, 역사스페셜과 함께 KBS 파노라마로 통합되어 폐지되었다.
지구온난화 등 점차 환경문제가 커지는 추세에 따라 8년 만인 2021년 시즌제로 부활하였다. 2021년 3월 4일 부터 2022년 4월 14일 까지 'UHD 환경스페셜'이라는 이름으로 시즌 1 42부작이 방영되었으며, 2022년 12월 3일 부터 'UHD 환경스페셜2'라는 이름으로 시즌 2 10부작이 방영된다.

## 방송 시간
| 방송 채널 | 방송 기간                         | 방송 시간                            |
| --------- | --------------------------------- | ------------------------------------ |
| KBS 1TV   | 1999년 5월 5일 ~ 2007년 4월 25일  | 매주 수요일 밤 10시 ~ 11시           |
| KBS 1TV   | 2007년 5월 2일 ~ 2008년 11월 12일 | 매주 수요일 밤 10시 ~ 10시 45분      |
| KBS 1TV   | 2008년 11월 19일 ~ 2010년 5월 5일 | 매주 수요일 밤 10시 ~ 10시 50분      |
| KBS 1TV   | 2010년 5월 12일 ~ 2011년 5월 25일 | 매주 수요일 밤 10시 ~ 10시 50분      |
| KBS 1TV   | 2011년 6월 1일 ~ 2013년 4월 3일   | 매주 수요일 밤 10시 ~ 10시 50분      |
| KBS 1TV   | 2022년 12월 3일 ~ 2023년 3월 4일  | 매주 토요일 밤 10시 25분 ~ 11시 15분 |
| KBS 2TV   | 2021년 3월 4일 ~ 2022년 4월 14일  | 매주 목요일 밤 8시 30분 ~ 9시 30분   |

## 사건 및 논란

### 수리부엉이편, 장면 및 세트 연출 논란
조선일보는 2009년 7월 23일 보도에서 2008년 3월 5일과 12일 방송된 《밤의 제왕 수리부엉이 3년간의 기록》편의 촬영 테이프를 윤무부 교수에게서 입수하여 조사한 결과 수리부엉이의 사냥 장면 중 일부는 실제 상황이 아닌 제작진에 의해 연출된 것이라고 밝혀 논란이 붉어졌다. 또한 윤무부 교수는 "토끼는 물론이고 꿩, 쥐, 등도 누군가 가져다 놓은 것 같다"고 주장했으며, "야생처럼 보이는 꿩을 '환경 스페셜' 제작진에 팔았다"고 밝힌 증인도 있다고 전하였다. 이에 따라 KBS는 자체조사를 실시하여 이러한 사실을 확인하여 수리부엉이가 토끼를 사냥하는 장면 등을 야외 세트에서 연출 촬영했음에도 이를 시청자에게 알리지 않은 사실을 들며 방송 심의규정과 KBS방송 제작 가이드라인을 위반한 것이라며 징계 결정을 내렸다.

### 영산강 조명 다큐 논란
KBS는 4대강 중 한 곳인 영산강을 주제로한 특집 다큐 제작을 환경스페셜 제작진에게 요구하였으나
4대강 완공 기념 행사와 맞물려있다는 점을 들어 거부하였다. 결국 외주 제작사를 통하여 제작하였고 방영 또한 환경스페셜을 결방시키고 동 시간에 특집 프로그램 〈인간의 강, 영산강〉으로 편성하여 2011년 11월 9일에 방영하였다.

## 같이 보기
- 하나뿐인 지구 (EBS) - 장수 프로그램
- 녹색의 꿈 (YTN 사이언스)
- 영상앨범 산